# Neptali Gonzales
Neptali Alvaro Gonzales (* 10. Juli 1923 in Mandaluyong City; † 16. September 2001 in Makati City) war ein philippinischer Rechtswissenschaftler, Hochschullehrer und Politiker.

## Biografie

### Hochschullehrer und Abgeordneter
Nach dem Schulbesuch studierte er Rechtswissenschaft an der Philippine Law School und schloss sein Studium als Neuntbester Student der Philippinen 1949 mit einem Ergebnis von 92,50 Prozent ab.
Im Anschluss war er zunächst als Rechtsanwalt tätig und war später 31 Jahre Professor für Rechtswissenschaften an mehreren Universitäten der Philippinen tätig und verfasste fünf viel beachtete juristische Fachbücher zum Verfassungsrecht, Politischen Rechten, Verwaltungsrecht und Recht der öffentlichen Körperschaften.
Daneben begann er eine politische Laufbahn und war zunächst zwischen 1967 und 1969 Vizegouverneur der Provinz Rizal. Im Anschluss wurde er 1970 zum Mitglied des Repräsentantenhauses gewählt und vertrat dort bis 1973 den 1. Wahlbezirk der Provinz Rizal, dem damals größten Kongresswahlbezirk des Landes, der neben den drei Städten Quezon City, Caloocan City und Pasay City die zehn weiteren Stadtgemeinden Malabon City, Navotas City, Mandaluyong, San Juan City, Makati, Taguig City, Pateros, Parañaque City, Las Piñas City und Muntinlupa City umfasste.
Nach der Auflösung des Parlaments aufgrund des von Präsident Ferdinand Marcos verhängten Kriegsrechts 1973 nahm er seine Lehrtätigkeit wieder auf und war zwischen 1976 und 1986 Dekan des Rechtswissenschaftlichen Instituts der Far Eastern University.
In der zuletzt wieder von Präsident Marcos eingesetzten Kongress (Batasang Pambansa) war er von 1984 bis 1986 Mitglied als Vertreter des Wahlbezirks Mandaluyong-San Juan.

### Aufstieg zum Senatspräsidenten
nach dem Ende der Marcos-Diktatur im Zuge der People Power Revolution und dem Beginn der Präsidentschaft von Corazon Aquino im Februar 1986 wurde er von dieser zum Justizminister (Secretary of Justice) in deren Kabinett berufen.
1987 erfolgte seine Wahl zum Mitglied des Senats, dem er für zwei Wahlperioden bis 1998 angehörte. Während dieser Zeit, in der er mehrmals zum „Herausragenden Senator“ gewählt wurde, war er vom 1. Januar 1992 bis zum 18. Januar 1993 erstmals Senatspräsident. Dieses Amt übte er erneut zwischen dem 29. August 1995 bis zum 10. Oktober 1996 aus. Im Anschluss wurde er als Minderheitsführer (Senate Minority Leader) Führer der Opposition der Progressive Coalition. Zuletzt war er vom 26. Januar 1998 bis Juni 1998 wieder Senatspräsident.
Während dieser Zeit brachte er auch mehrere Gesetzesinitiativen für die Haushaltsentwürfe (General Appropriations Bill 1988-1992, 1994, 1998) ein. Daneben war er maßgeblich an zahlreichen weiteren Gesetzen (Republic Act) in der Wirtschafts-, Sozial- und Bildungspolitik beteiligt.
Während dieser Zeit war er auch Ständiger Delegierter bei der Interparlamentarischen Union (IPU) sowie bei der Interparlamentarischen Organisation der ASEAN (AIPO).

### Ehrungen und Auszeichnungen
Für seine politischen Verdienste wurde er mehrfach ausgezeichnet und erhielt unter anderem den ASEAN Father for Public Service Award (1994), den Ama ng Bayan Award (1996), den Special Ideal Parents Award (1996) sowie den Golden Parents Special Award (1996).
Daneben wurde er auch vielfach für seine Verdienste und Arbeit im Bereich der Rechtswissenschaft, Bildung und öffentlichen Dienst geehrt und erhielt neben Ehrendoktortiteln der Rechtswissenschaften der University of Bohol und der University of Misamis 1987, einen Ehrendoktortitel in öffentlicher Verwaltung der Polytechnic University of the Philippines 1991 sowie einen weiteren Ehrendoktortitel in technologischer Bildung der Rizal Technological Colleges 1995. 1996 wurde ihm außerdem die Dr. M.V. Delos Santos Memorial Medallion of Honor der University of Manila verliehen.
Sein Sohn Neptali M. Gonzales II wurde ebenfalls Mitglied des Repräsentantenhauses und war auch Bürgermeister von Mandaluyong City.